# Вечерний зал

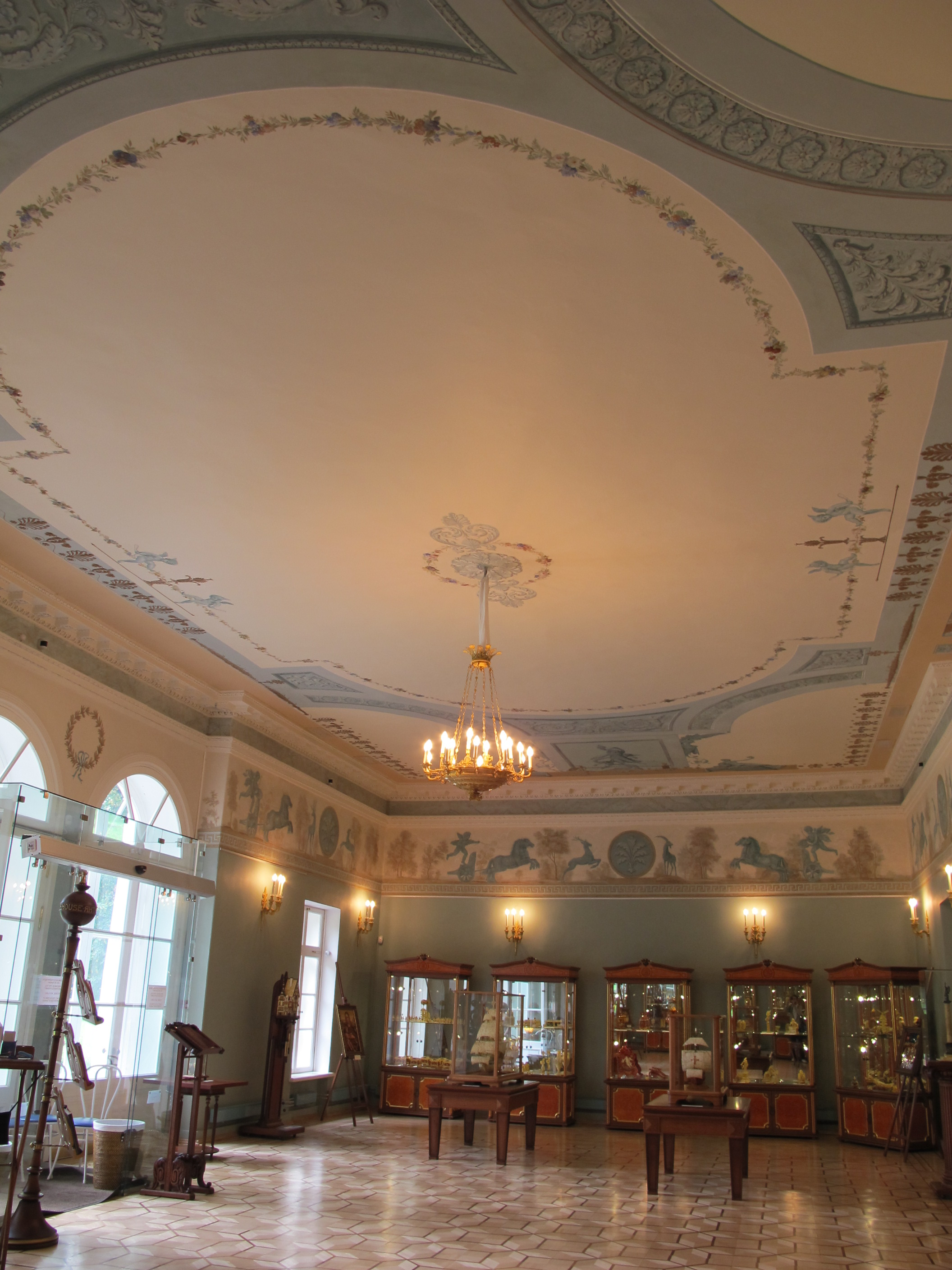
Интерьеры, 2011 год

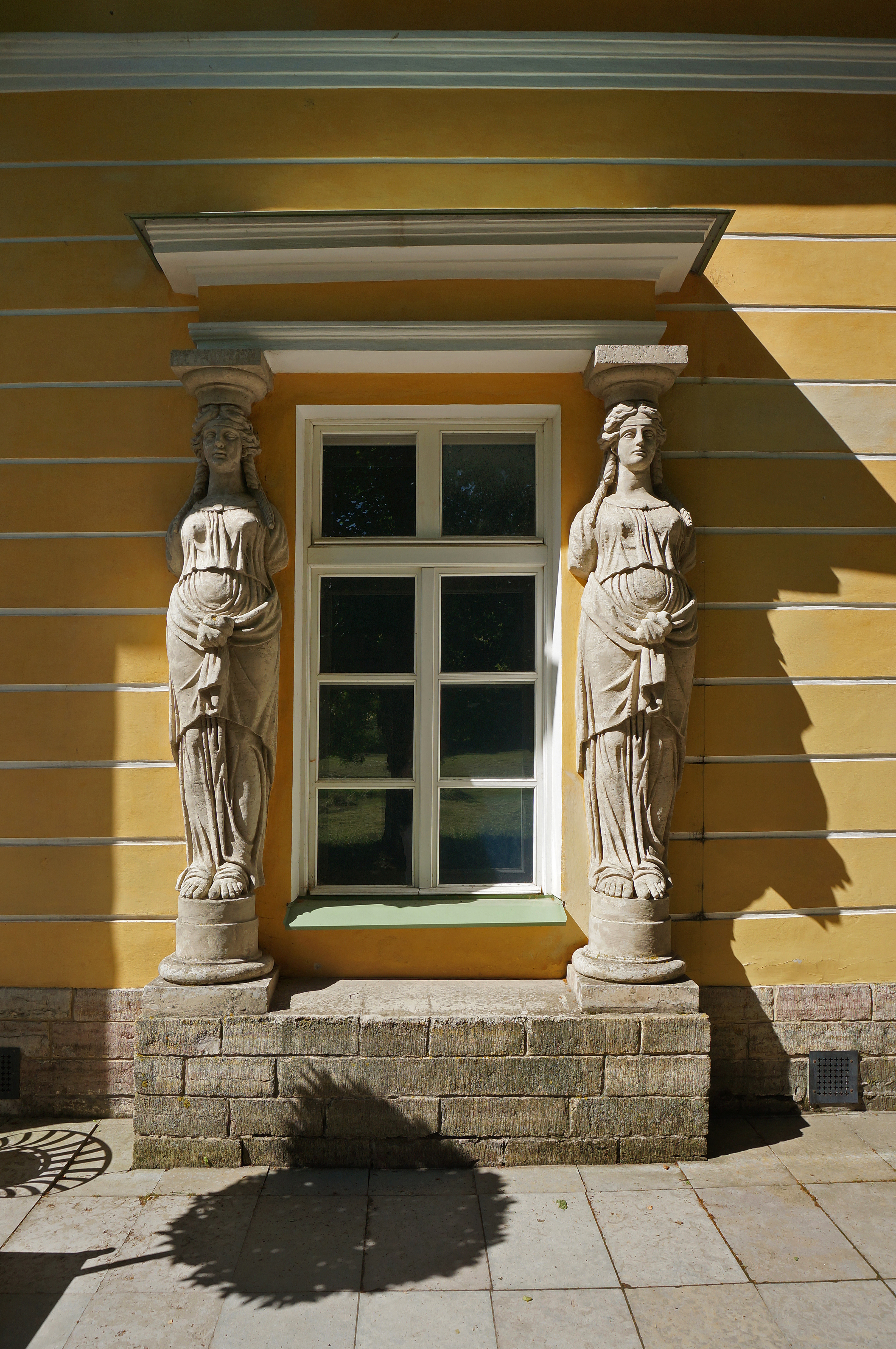
Кариатиды у окон правого кабинета

Вечерний зал — памятник архитектуры. Расположен в Пушкине, в Екатерининском парке, между Подкапризовой дорогой и Верхними прудами.
Автором изначального проекта, возможно, был П. В. Неелов, строительство началось в 1796 году и шло около пятнадцати лет (было завершено в 1810 году, согласно мраморной доске на самом здании). Финальный проект создал Л. Руска, который добавил к центральному лицевому ризалиту портик с четырьмя колоннами ионического ордера и невысоким аттиком, а боковые окна украсил кариатидами, держащими прямые сандрики. Простенки главного фасада украшены трёхчетвертными колоннами, на торцевых стенах — пилястрами.
Внутри павильона расположен большой прямоугольный зал с экседрой и два симметрично расположенных небольших кабинета. Ф. А. Щербаков расписал интерьеры в 1811 году: над окнами проходит широкий фриз из панно и медальонов с античными мифологическими сюжетами (на фоне паркового пейзажа скачут олени, амуры катаются на колесницах), аналогично был расписан плафон. Согласно изначальному проекту, внутри зал должны были украшать искусственные пальмы из жести.
Павильон, в особенности кариатиды, сильно пострадал в Великую Отечественную войну. В 1948 году внутреннюю роспись восстановил Н. И. Барышев, мраморная доска на здании указывает, что оно было отреставрировано в 1954 году. Облицовка зала искусственным мрамором была утрачена. Ещё одна реставрация прошла в 2008 году.
Изначально зал был построен для небольших вечерних балов. На 2020-е годы в зале проводятся концерты, приёмы и выставки, в том числе для арендаторов.